# Niemieccy posłowie do Parlamentu Europejskiego 2009–2014
Niemieccy posłowie VII kadencji do Parlamentu Europejskiego zostali wybrani w wyborach przeprowadzonych 7 czerwca 2009.

## Lista posłów
Wybrani z listy Unii Chrześcijańsko-Demokratycznej
- Burkhard Balz
- Birgit Collin-Langen, poseł do PE od 17 marca 2012
- Reimer Böge
- Elmar Brok
- Daniel Caspary
- Christian Ehler
- Karl-Heinz Florenz
- Michael Gahler
- Ingeborg Gräßle
- Peter Jahr
- Elisabeth Jeggle
- Christa Klaß
- Dieter-Lebrecht Koch
- Annette Koewius, poseł do PE od 12 marca 2014
- Werner Kuhn
- Werner Langen
- Hans-Peter Liese
- Thomas Mann
- Hans-Peter Mayer
- Doris Pack
- Markus Pieper
- Hans-Gert Pöttering
- Godelieve Quisthoudt-Rowohl
- Herbert Reul
- Horst Schnellhardt
- Birgit Schnieber-Jastram
- Andreas Schwab
- Renate Sommer
- Thomas Ulmer
- Sabine Verheyen
- Axel Voss
- Rainer Wieland
- Hermann Winkler
- Joachim Zeller

Wybrani z listy Socjaldemokratycznej Partii Niemiec
- Udo Bullmann
- Ismail Ertug
- Knut Fleckenstein
- Evelyne Gebhardt
- Jens Geier
- Norbert Glante
- Matthias Groote
- Jutta Haug
- Petra Kammerevert
- Constanze Krehl
- Wolfgang Kreissl-Dörfler
- Bernd Lange
- Josef Leinen
- Norbert Neuser
- Bernhard Rapkay
- Ulrike Rodust
- Dagmar Roth-Behrendt
- Martin Schulz
- Peter Simon
- Birgit Sippel
- Jutta Steinruck
- Barbara Weiler
- Kerstin Westphal

Wybrani z listy Związku 90/Zieloni
- Jan Philipp Albrecht
- Hiltrud Breyer, poseł do PE od 31 października 2013
- Reinhard Bütikofer
- Michael Cramer
- Sven Giegold
- Gerald Häfner
- Rebecca Harms
- Martin Häusling
- Ska Keller
- Barbara Lochbihler
- Heide Rühle
- Elisabeth Schroedter
- Werner Schulz
- Helga Trüpel

Wybrani z listy Wolnej Partii Demokratycznej
- Alexander Alvaro
- Jorgo Chatzimarkakis
- Jürgen Creutzmann
- Alexander Graf Lambsdorff
- Nadja Hirsch
- Wolf Klinz
- Silvana Koch-Mehrin
- Holger Krahmer
- Gesine Meißner
- Britta Reimers
- Alexandra Thein
- Michael Theurer

Wybrani z listy Die Linke
- Cornelia Ernst
- Thomas Händel
- Jürgen Klute
- Sabine Lösing
- Martina Michels, poseł do PE od 5 września 2013
- Helmut Scholz
- Sabine Wils
- Gabriele Zimmer

Wybrani z listy Unii Chrześcijańsko-Społecznej
- Albert Deß
- Markus Ferber
- Monika Hohlmeier
- Martin Kastler
- Angelika Niebler
- Bernd Posselt
- Gabriele Stauner, poseł do PE od 30 października 2013
- Manfred Weber

Byli posłowie VII kadencji do PE
- Lothar Bisky (wybrany z listy Die Linke), do 13 sierpnia 2013, zgon
- Franziska Brantner (wybrana z listy Zielonych), do 21 października 2013
- Klaus-Heiner Lehne (wybrany z listy CDU), do 28 lutego 2014
- Kurt Lechner (wybrany z listy CDU), do 16 marca 2012
- Anja Weisgerber (wybrana z listy CSU), do 21 października 2013